# São Pedro Fins
São Pedro Fins es una freguesia portuguesa del concelho de Maia, con 5,23 km² de superficie y 1.838 habitantes (2001). Su densidad de población es de 351,4 hab/km².